# Justicia distincta
Justicia distincta är en akantusväxtart som beskrevs av Imlay. Justicia distincta ingår i släktet Justicia och familjen akantusväxter. Inga underarter finns listade i Catalogue of Life.